# 2520 Novorossijsk
2520 Novorossijsk је астероид главног астероидног појаса чија средња удаљеност од Сунца износи 3,103 астрономских јединица (АЈ).
Апсолутна магнитуда астероида је 12,0.